# (5160) Camoes
(5160) Camoes es un asteroide perteneciente al cinturón de asteroides, descubierto el 23 de diciembre de 1979 por Henri Debehogne y el también astrónomo Edgar R. Netto desde el Observatorio de La Silla, Chile.

## Designación y nombre
Designado provisionalmente como 1979 YO. Fue nombrado Camoes en honor al poeta portugués Luís de Camões, el más reconocido de los poetas portugueses, en cuya épica obra Os Lusiadas demuestra un extraordinario conocimiento de la astronomía.

## Características orbitales
Camoes está situado a una distancia media del Sol de 2,401 ua, pudiendo alejarse hasta 2,571 ua y acercarse hasta 2,232 ua. Su excentricidad es 0,070 y la inclinación orbital 8,291 grados. Emplea 1359,59 días en completar una órbita alrededor del Sol.

## Características físicas
La magnitud absoluta de Camoes es 13,4. Tiene 6 km de diámetro y su albedo se estima en 0,259.